# Bierpatrioten
Die Bierpatrioten sind eine Oi!-Band aus Berlin. Ihre Musik enthält Streetpunk-, Hardcore- und Metal-Elemente.

## Geschichte
Die Band wurde 1992 in Berlin von Schulle, Frank, Jana und Pepe gegründet. Im darauffolgenden Jahr erschien ihr erstes Demotape namens Immer breit. Es gab viel positive Resonanz und drei Lieder vom ersten Demotape fanden sich auf dem internationalen Punkrock-Sampler Oi! It's a World Invasion! Vol 1. wieder.
Auf Dim Records erschien 1993 ihre erste offizielle EP Titten raus!. Darauf folgend produzierten sie 1994 ihr erstes Album Randale Pogo Alkohol. Kurz darauf trennte sich die Band laut eigener Aussage aufgrund politischer Differenzen von Dim Records. Die Rechte an den Veröffentlichungen gingen erst 18 Jahre später zurück an die Bierpatrioten.
Von 1994 bis 1996 gab es zwei Besetzungswechsel. Pepe wurde am Schlagzeug ersetzt durch Ille. Jana verließ die Band und kurze Zeit später stieß Sören dazu und übernahm den Bass.
1995 wechselten Bierpatrioten zu Scumfuck Mucke, dem Label von Willi Wucher (Pöbel und Gesocks) und veröffentlichten dort die 3-Track-EP Die Russen kommen. 1997 veröffentlichte S.O.S. Records eine Picture-Single mit dem Titel Aus der Traum. Das Berliner Label Nordland Records veröffentlichte 1998 ihren zweiten Longplayer Auf dem Weg zur Hölle. Auf diesem Album coverten Bierpatrioten das Lied Kneipenterroristen von den Böhsen Onkelz.
Der Durchbruch gelang der Band mit ihrem dritten Album Geh mit Gott, erschienen 2000 auf Bad Dog Records Hauslabel vom Plattenladen Coretex Records aus Berlin-Kreuzberg, das für viele einen Meilenstein und einen Vorreiter der heutigen Streetcore-Szene darstellt. 
Kurz nach der Veröffentlichung spielten sie eine letzte große Festivalshow auf dem „Holidays in the Sun“ (Arena Berlin) zusammen mit internationalen Punk, Oi! und HC-Szenegrößen u. a. Angelic Upstarts, Stiff Little Fingers, Cock Sparrer, Dropkick Murphys, GBH, Discipline, The Exploited, Agnostic Front, The Crack und Anti Nowhere League. Danach löste sich die Band aus persönlichen Gründen auf.
Live spielten die Bierpatrioten in den 90ern mit zahlreichen bekannten Bands wie Smegma (Band), Rabauken, Trabireiter, Los Fastidios, Pöbel & Gesocks, Loikaemie, Brassnuckles, Broilers, Shock Troops, Troopers, Daily Terror, Springtoifel, Mad Monster Sound, Major Accident und Stomper 98.
Sänger Schulle formierte 2001 die Band Toxpack und die restlichen Bandmitglieder Frank, Ille und Sören musizierten gemeinsam weiter unter dem Bandnamen Turbolover. Die Bierpatrioten spielten nach ihrer ersten Auflösung noch einige Abschiedskonzerte.
2010 erschien die Best of & Rarities Berliner Prunkstücke auf Randale Records. Im Rahmen einer geschlossenen Veranstaltung spielten die Bierpatrioten 2011 zusammen mit O.B./Shock Troops, Voice of Hate, Wiens No.1 (ehemals Panzerknacker) eine Show in Berlin, die aufgezeichnet und als Live-DVD zusammen mit der CD Randale, Pogo, Alkohol als Re-Release auf Sunny Bastards veröffentlicht wurde. 
Auf Grund dieser Berlin-Show gab es eine Reunion der Band.
Am 7. Juni 2014 wurden die Bierpatrioten zur BFC Dynamo Aufstiegsparty im Sportforum Hohenschönhausen eingeladen und spielten dort vor 2500 Zuschauern.
2014 veröffentlichte das Berliner Punklabel Hörsturzproduktion das erste Demotape Immer breit als limitierte LP und Kassetten Auflage. Auf United Kids Records erschien die gleichnamige CD.
Im Jahr 2015 gab es eine „Comeback“- Show auf dem „Punk & Disorderly“-Festival im Astra Kulturhaus in Berlin. Darauf folgten weitere Live-Auftritte.
Im Jahr 2022 folgte eine kleinere Tour unter dem Namen „30 Jahre Kraft durch Oi!“ und ab Anfang 2023 die Tour „30 Jahre - Immer breit“.
Am 31. März 2023 veröffentlichten die Bierpatrioten in Eigenproduktion die Compilation Tollshock Single Party, die von Produzent Harris Johns gemastert wurde.

## Rezeption
Die Band Bierpatrioten gilt als eine der „bekanntesten Oi! Bands der Neunziger“. Das Album Geh mit Gott wurde vom Ox-Fanzine als „saubere“ Alternative zu den Onkelz empfohlen. Tatsächlich hatte die Band aufgrund des Onkelz-Covers, dem Label Dim Records sowie Auftritten mit Trabireiter und Rabauken, Differenzen mit der linken Szene, obwohl sich Bierpatrioten von rechter Ideologie distanzierten.

## Kritik
Martin Büsser kritisiert in seinem Werk Wie klingt die neue Mitte? die unpolitische Oi!-Szene in Deutschland. Dabei benutzte er mehrfach Textauszüge von Bierpatrioten: zum einen den Albumtitel Randale, Pogo, Alkohol als Definition des Skinheaddaseins, zum anderen das Lied Skinhead 94 als prototypische Skinhead-Hymne. Büsser kreidete der Band an, in diesem Lied das „Jagen“ von Hippies zu empfehlen, was mit „uneindeutig-eindeutig zensiertem »Piep« empfohlen wird“. Ebenfalls wurde der Band eine patriotische Haltung, in diesem Fall gegenüber dem Bundesland Berlin, angelastet.

## Stil
Bierpatrioten waren anfangs musikalisch stark von den Böhsen Onkelz und britischen Oi!-Bands wie den Cockney Rejects, Blitz und The 4-Skins beeinflusst. Später verarbeitete die Band auch Einflüsse aus Metal, Hardrock, Ska, Punk und Hardcore Punk. Textlich bediente man überwiegend die typischen Skinhead-Klischees, auch wenn einige Texte der späteren Schaffensperiode z. B. vom Ox als zwar nicht pathos-, jedoch klischeefrei eingeschätzt wurden.

## Diskografie

### Demos
- Immer breit! (Eigenvertrieb), 1993 – Demotape

### Alben
- Randale Pogo Alkohol (Dim Records), 1994 – LP/CD
- Auf dem Weg zur Hölle (Nordland Records), 1998 – LP/Digi Pack CD
- Geh' mit Gott (2000) – (Bad Dog Records), 2000 – LP/CD
- Randale Pogo Alkohol (Psycho T Records/Plattenbau LP#2), 2007 – LP/Picture LP / Nachauflage
- Geh mit Gott (Psycho T Records / Plattenbau LP#3), 2007 – LP/Picture LP / Nachauflage
- Berliner Prunkstücke (Randale Records), 2010 – Best of & Rarities Doppel-LP/Digi Pack CD
- Randale Pogo Alkohol / Live 2011 im Eastend Berlin (Sunny Bastards), 2013 – Digi Pack CD/DVD
- Oi! das 'Immer breit' Demo (1993) (Hörsturzproduktion / United Kids Records), 2014 – LP/CD/Tape
- Tollshock Single Party (Eigenvertrieb), 2023 – Compilation CD
- Auf dem Weg zur Hölle (Plattenbau LP#4 / Steeltown Records), 2024 – LP / Nachauflage
- Auf dem Weg zur Hölle (FTMWATM Records), 2024 – Tape
- Randale Pogo Alkohol (FTMWATM Records), 2024 – Tape
- Geh' mit Gott (FTMWATM Records), 2024 – Tape
- Immer breit! (FTMWATM Records), 2025 – Tape

### Singles
- Titten raus (Dim Records), 1993 – Single/MCD
- Die Russen kommen (Scumfuck Records), 1995 – Single
- Aus der Traum (S.O.S.Records), 1997 – Picture Single

### Samplerbeiträge
- Oi! It's a World Invasion! Vol 1, Step-1 Music (1994)
- Arschlecken Rasur Vol. 2, Scumfuck Mucke (1994)
- Scumfuck Bizarre, Scumfuck Mucke (1998)
- Grüße von der Ostfront – Letztes Kapitel, Halb 7 Records (1998)
- Hier regiert das Faustrecht, Schlemihl Records (1999)
- Nordland On The Rox! – Labelcompilation, Nordland Records (1999)
- Daily-Ka-Tessen – A Tribute to Daily Terror, W-Music (2000)
- Stupid over You, Stupid over You Compilation Vol.2 (2001)
- Pogo, Parties & Promille II, Psycho T. Records (2007)
- Oi! The Print – One & Only Drinkingclass Compilation Vol.4 (2010)
- Sun of a Bastard Vol. 6, Sunny Bastards (2013)

### Video
- Mad Monster Sound / Shock Troops / Bierpatrioten – Live in Hildesheim, Shithead Hater Videos Rec. (1997)

### DVDs
- Punk and Disorderly Festival Vol.1 – Live in Berlin, Sunny Bastards (2008)
- Live 2011 im Eastend Berlin, Sunny Bastards (2013)